# Revolta em Burquina Fasso em 2011
A revolta em Burquina Fasso em 2011 tem inicio em 22 de fevereiro de 2011 após a morte suspeita de um estudante, Justin Zongo, supostamente espancado por policiais de Koudougou, no Burquina Fasso. As manifestações, que exigiam uma investigação sobre a morte e reivindicavam fim da impunidade para a violência policial, foram reprimidas em fevereiro e aumentariam com os tumultos em março. Em abril, vários motins eclodiram nas forças armadas. Em maio, as manifestações são mantidas de forma difusa.
O motim, ou revoltas simultâneas, possuem pontos em comum com as revoluções árabes: a morte de um jovem como gatilho, num contexto de miséria popular e governo autoritário que não é renovado; o slogan «Dégage!», a corrupção que assola a sociedade. Porém, contrariamente às revoluções árabes, as várias manifestações permaneceram dispersas e não se uniram em um movimento unitário, como evidenciado pelos protestos do dia 1 de maio, com os partidos da oposição sendo fracos demais para agregar esses diferentes grupos de descontentes.